# Malajsie na Letních olympijských hrách 2016
Malajsie se účastnila Letní olympiády 2016.

## Medailisté
| Medaile | Jméno                                | Sport         | Soutěž                                 |
| ------- | ------------------------------------ | ------------- | -------------------------------------- |
| Stříbro | Cheong Jun Hoong Pandelela Rinongová | Skoky do vody | Ženy synchronizované skoky z věže 10 m |
| Stříbro | Chan Peng Soon Goh Liu Ying          | Badminton     | Smíšené dvojice                        |
| Stříbro | Goh V Shem Tan Wee Kiong             | Badminton     | Muži dvojice                           |
| Stříbro | Lee Chong Wei                        | Badminton     | Muži jednotlivci                       |
| Bronz   | Azizulhasni Awang                    | Cyklistika    | Muži keirin                            |